# Trsov
Trsov (německy Tersow) je osada, část městyse Nový Rychnov v okrese Pelhřimov. Nachází se asi 3,5 km na jihozápad od Nového Rychnova. V roce 2009 zde bylo evidováno 10 adres. V roce 2001 zde trvale žili tři obyvatelé.
Trsov leží v katastrálním území Řeženčice o výměře 4,73 km2.

## Galerie

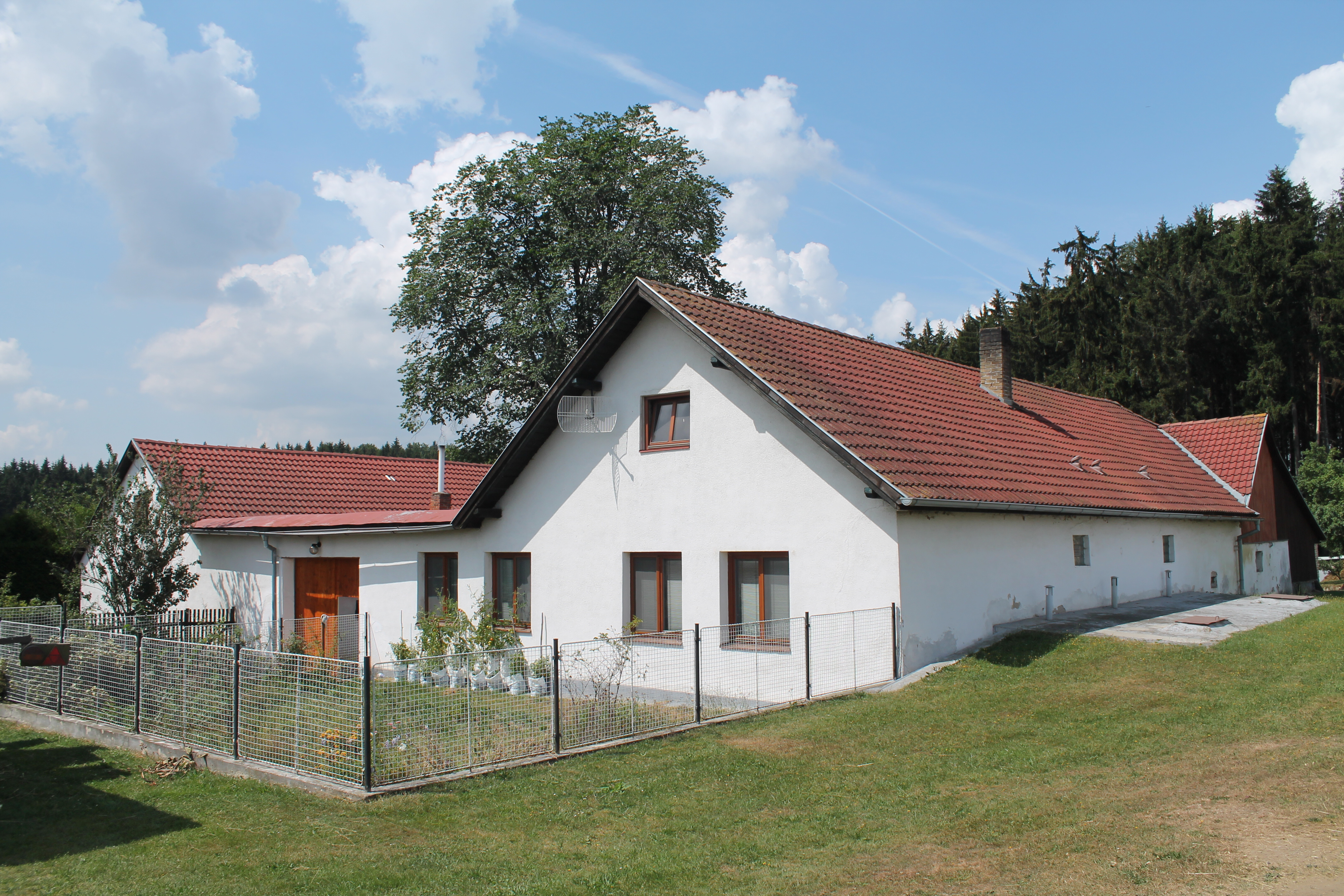
Stavení čp. 1
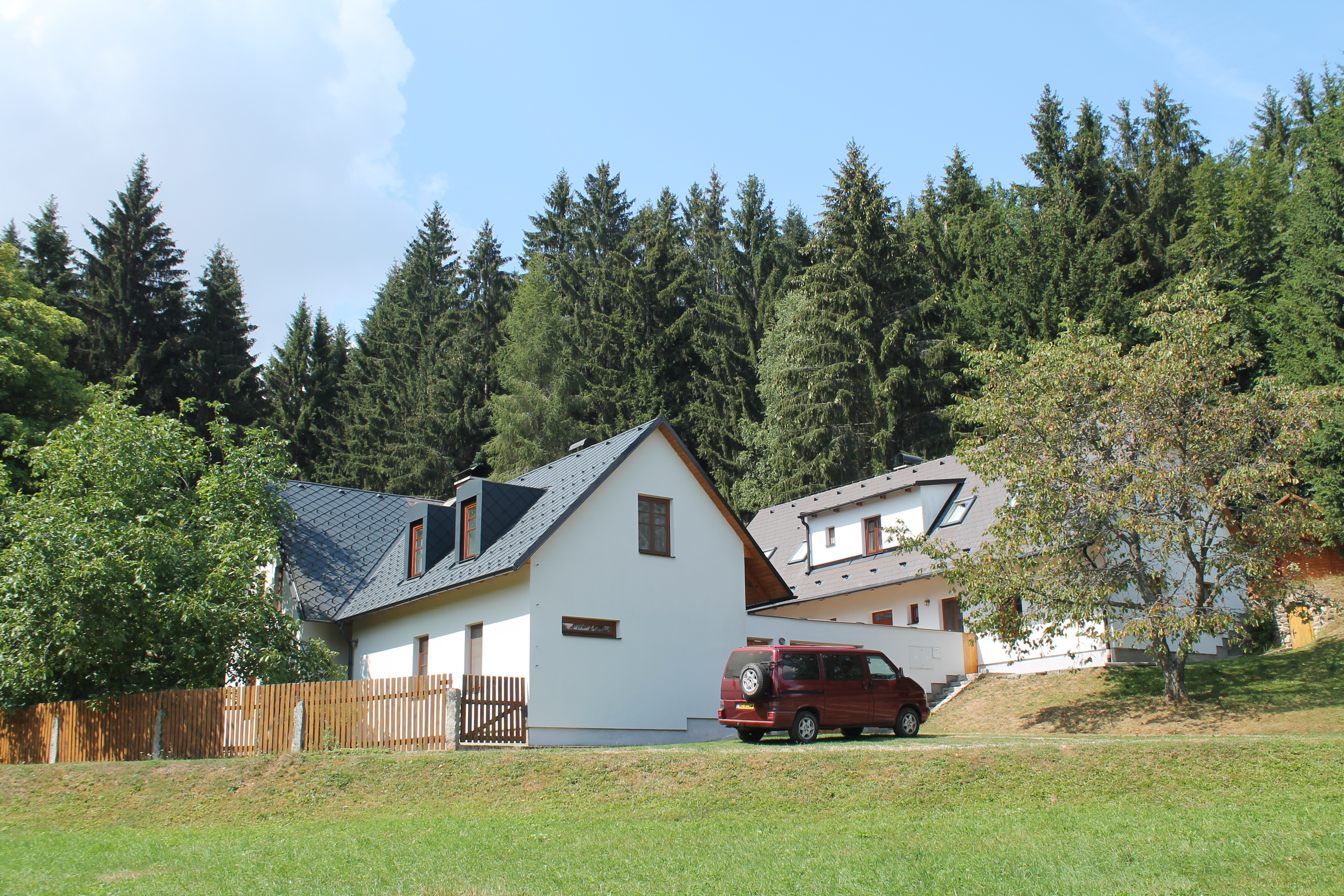
Stavení čp. 2
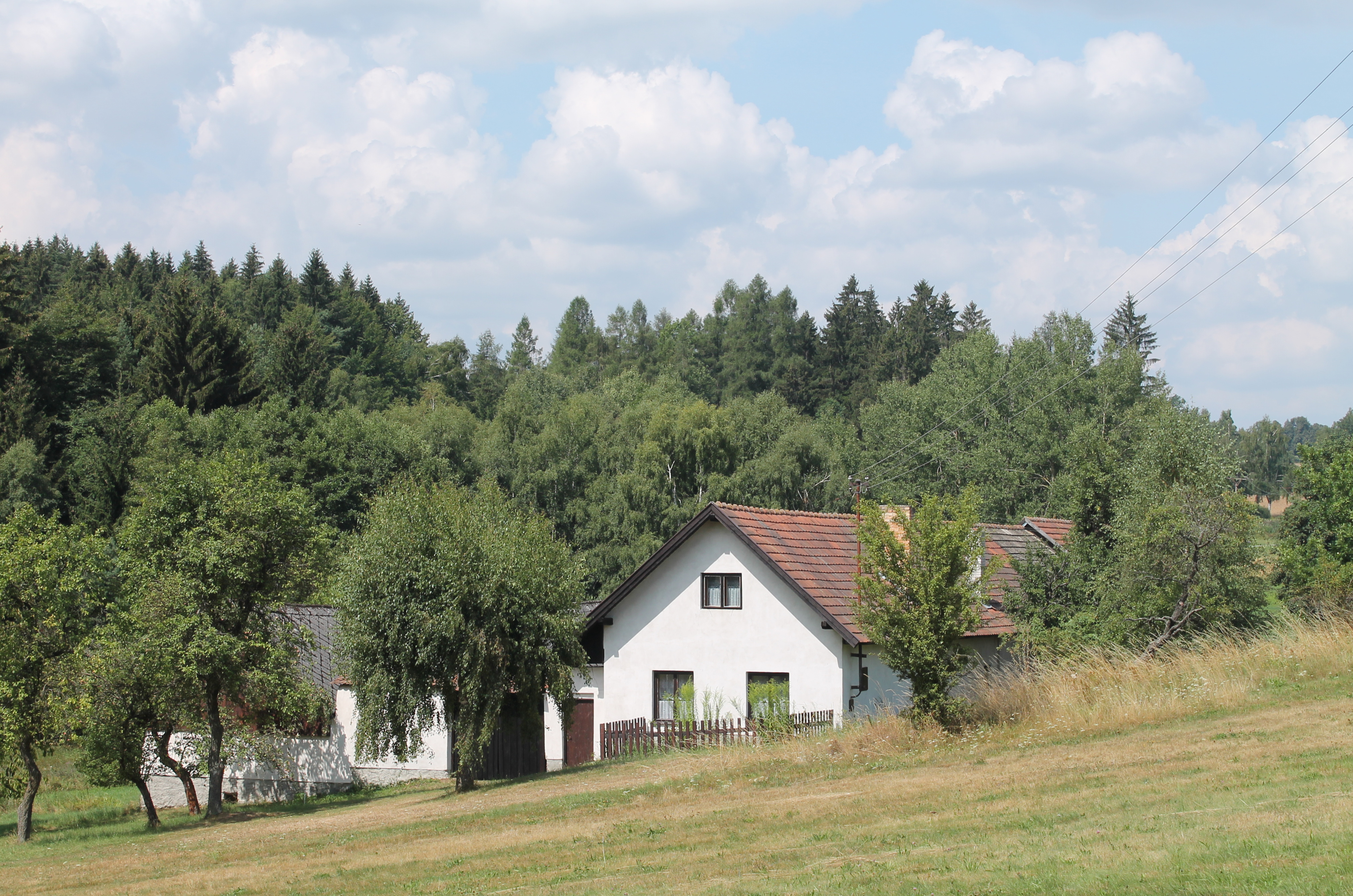
Stavení čp. 3
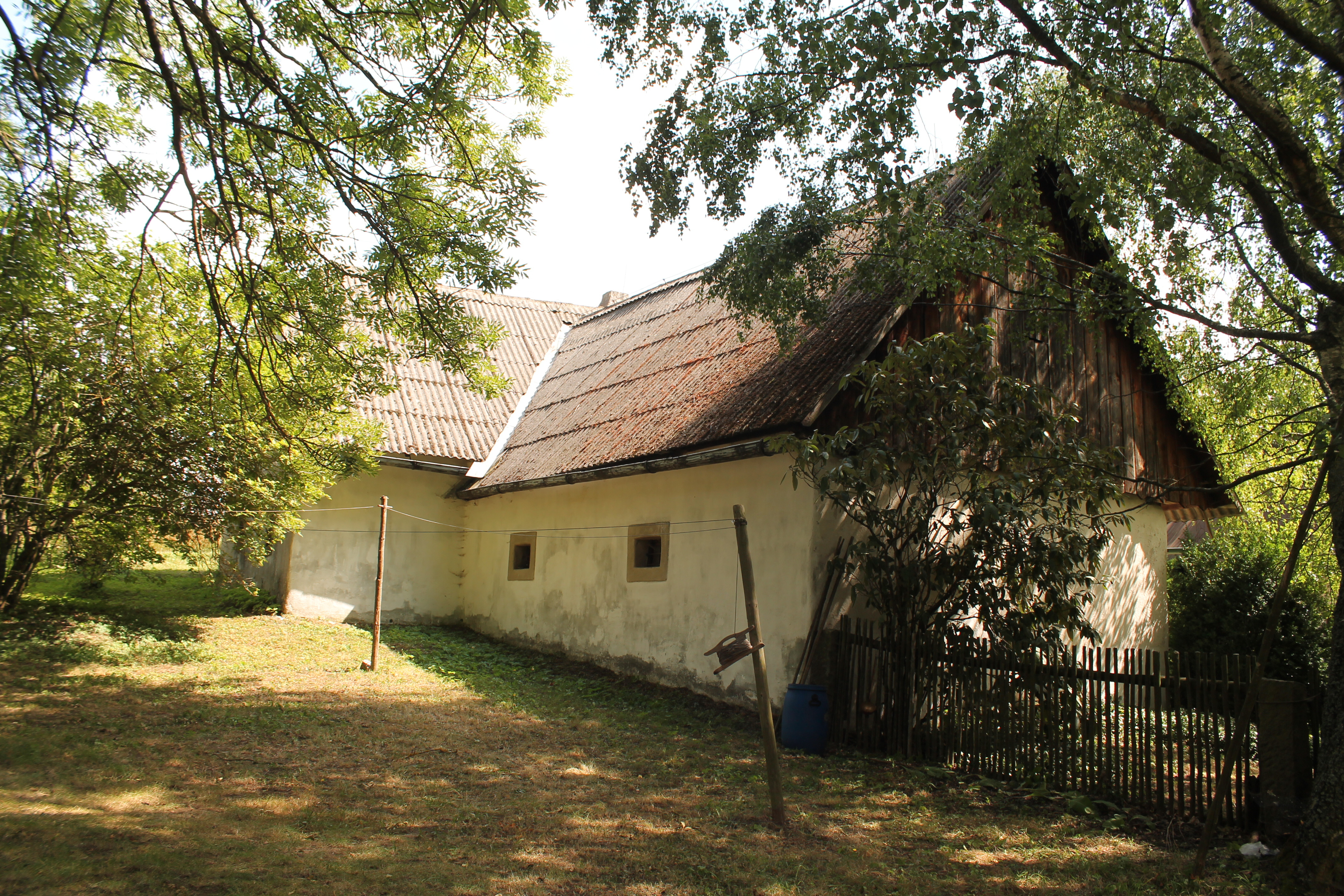
Stavení čp. 4
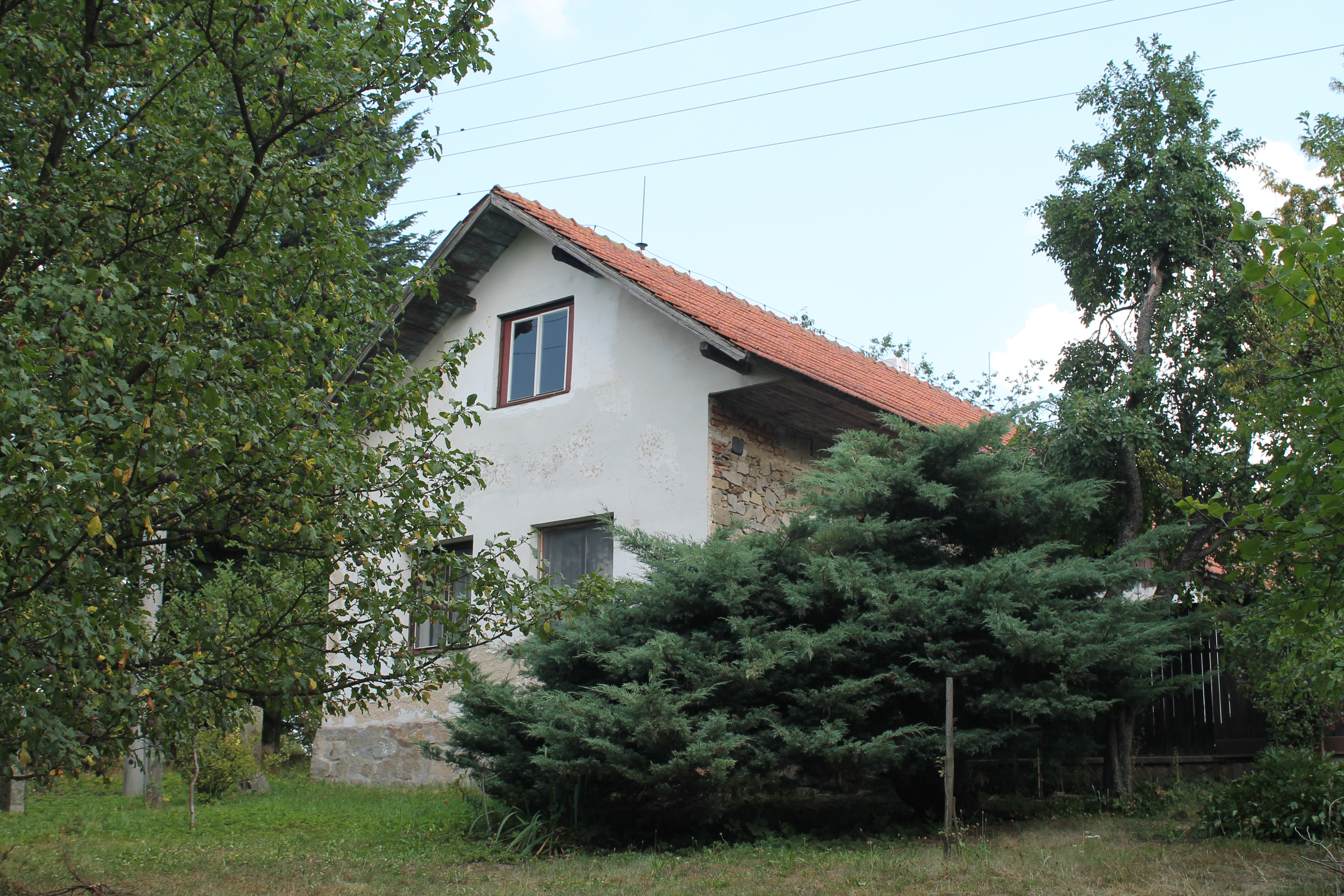
Stavení čp. 5
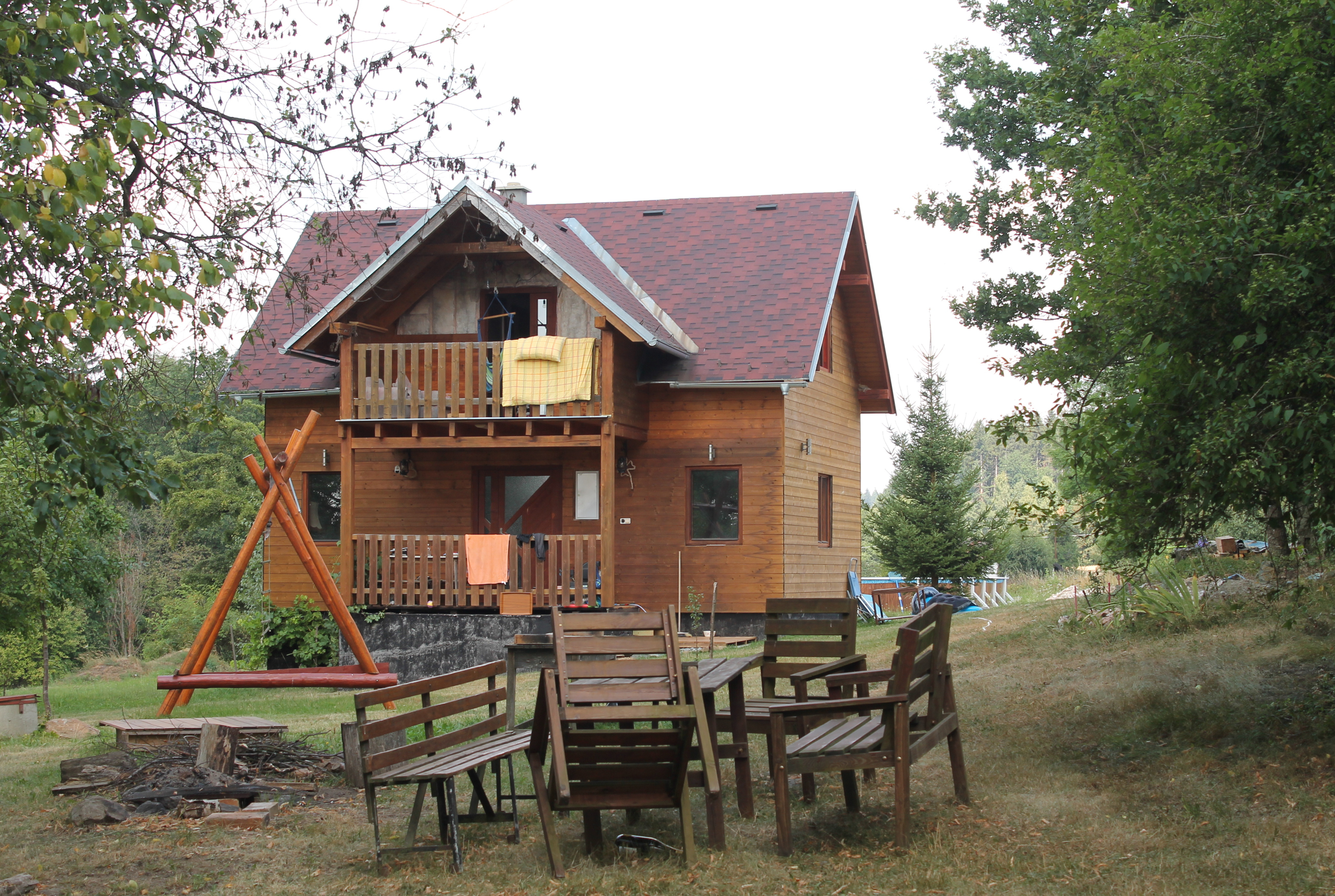
Moderní chata v Trsově
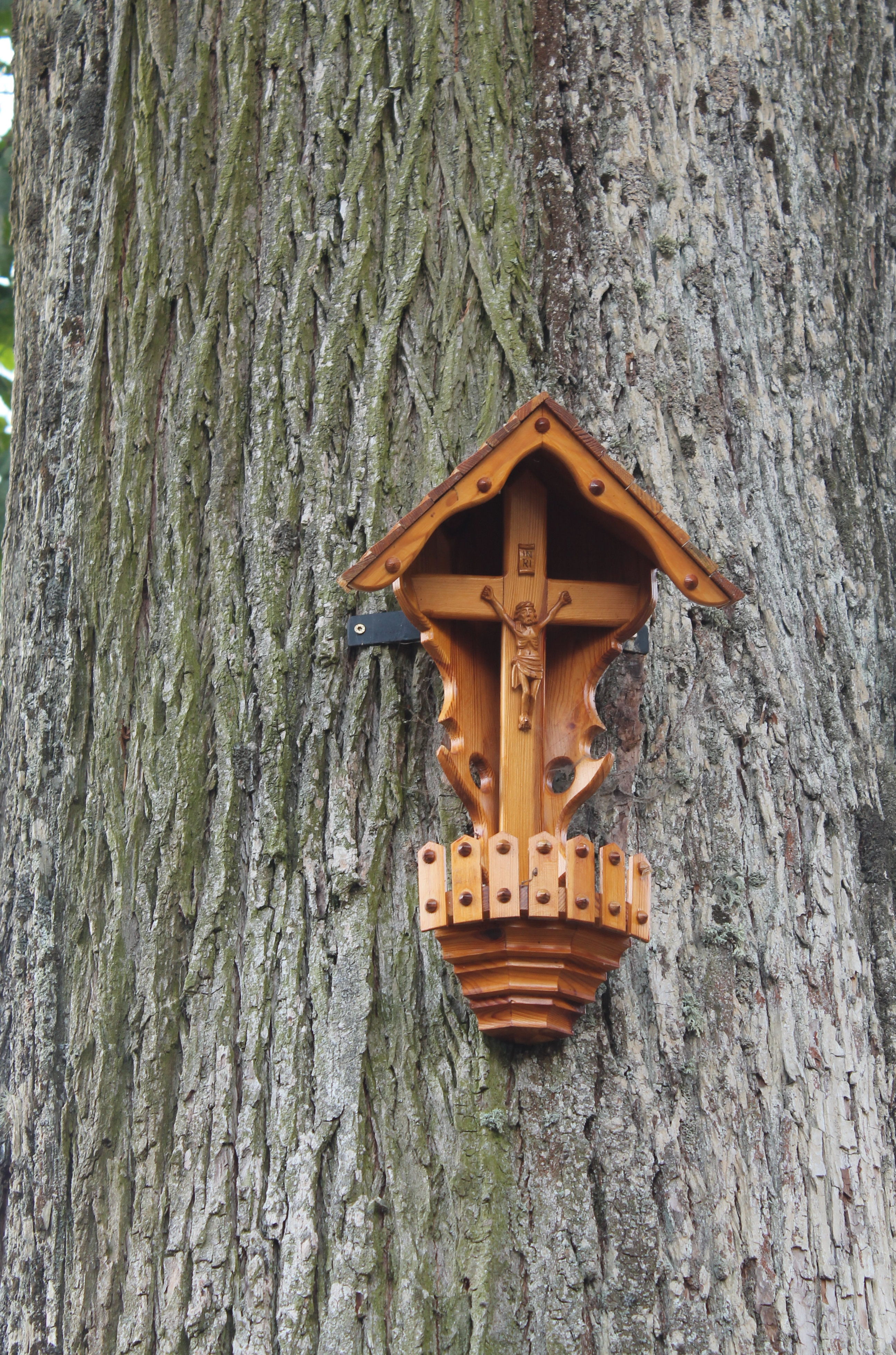
Dřevěný křížek na stromě